# Kiss Me Licia
Love Me Knight - Kiss Me Licia (愛してナイト?, Ai shite Naito, lett. "Amami cavaliere") è un manga shōjo scritto e disegnato da Kaoru Tada, pubblicato in Giappone sulla rivista Bessatsu Margaret di Shūeisha dal 1982 al 1984. In Italia è stato pubblicato da Star Comics tra il 2002 e 2003 sulla collana Starlight, e poi nuovamente da Goen nel 2012 e 2013 sulla collana Lady Collection.
Il manga è stato poi trasposto in una serie anime prodotta da Toei Animation, trasmessa in Giappone su TV Asahi dal marzo 1983 al gennaio 1984 e arrivata anche in Italia, dove ebbe molto più successo che in patria, con il titolo Kiss Me Licia nel settembre 1985 su Italia 1. Dal 1986, sempre in Italia, sono state anche tratte e ideate quattro serie televisive italiane (live action) concepite come seguiti dell'anime.

## Trama
Licia è una ragazza (universitaria nel manga, liceale nell'anime) che lavora al Mambo, l'okonomiyaki-ya (ristorantino tipico specializzato in okonomiyaki) gestito dal padre Marrabbio.
Un giorno, durante un acquazzone, Licia incontra per caso Andrea, un bambino di cinque anni, che si era rifugiato in un tubo di cemento con il suo gatto Giuliano e si prende cura di loro. Poco dopo, mentre cammina per strada per andare alla scuola serale, si scontra con Mirko, il fratello maggiore di Andrea, nonché leader e cantante del gruppo dei Bee Hive, mentre stava tornando a casa. Dopo un primo momento d'attrito, tra i due nasce un'amicizia destinata a tramutarsi in un travolgente amore. Le cose, però, non sono così semplici, perché Licia ha anche una mezza storia d'amore con il tastierista del gruppo di Mirko, Satomi; tanto che tra i due sorgerà presto una grande rivalità che comprometterà il successo della band; come se non bastasse, a complicare ulteriormente le cose arrivano Manuela e Marika: amica di Licia ed innamorata di Mirko, la prima; prepotente e ambiziosa, innamorata di Satomi, la seconda; e anche il carattere all'antica del padre di Licia (che non vede di buon occhio i due "capelloni" e la musica rock) non l'aiuta in questa difficile scelta tra Mirko e Satomi.
Con il passare del tempo le cose si sistemano e Licia può finalmente comprendere quello che davvero prova nei confronti di Mirko, grazie anche all'intervento del piccolo Andrea, che vede subito nella giovane la figura materna che non ha mai avuto. Satomi cede alla corte di Marika, e Manuela si accorge di un altro componente del gruppo, con il quale si fidanza e poco dopo sposa. Sul finale della serie i Bee Hive, cavalcando ormai l'onda del successo, partono per una tournée negli Stati Uniti d'America che durerà sei mesi, non prima però che Marrabbio (appianate le divergenze con il genero) abbia obbligato i due innamorati ad annunciare ufficialmente il loro fidanzamento.

## Personaggi
Luciana "Licia" Marrabbio (三田村 八重子 〈やっこちゃん〉?, Mitamura Yaeko "Yakko-chan", Yaeko "Yakko" Mitamura nell'edizione italiana del manga)
Doppiata da: Mitsuko Horie (ed. giapponese), Donatella Fanfani (ed. italiana)
È la protagonista della serie. È chiamata sempre "Licia" sia nell'anime che nella sigla ed è una diciottenne semplice e ingenua, vive a Osaka con il papà e gestisce un ristorantino (chiamato in Italia "Mambo") di okonomiyaki, tradotti in Italia come polpette. La sera frequenta il liceo insieme all'unica amica Manuela. Inizialmente è innamorata di Satomi, ma poco dopo ricambia il suo amore con Mirko. Festeggia il suo compleanno il 15 settembre.
Mirko (加藤 剛?, Katō Gō, Go Kato nell'edizione italiana del manga)
Doppiato da: Isao Sasaki (voce) e Ai Takano (canto) (ed. giapponese), Ivo De Palma (voce) e Vincenzo Draghi (canto) (ed. italiana)
È il cantante dei Bee Hive, un popolare gruppo rock, oltre che uno studente universitario. Vive con il fratellino Andrea in un piccolo appartamento, e il suo sogno è diventare un'affermata stella del rock. Nonostante abbia la fama di essere un seduttore, un playboy, quando si fidanza con Licia diviene totalmente fedele a lei. Compie gli anni il 3 maggio. Ha i capelli castani, ma li tinge di biondo, con il ciuffo rosso fuoco sulla fronte.
Andrea (加藤 橋蔵?, Katō Hashizo, Hideki "Hashizo" Kato nell'edizione italiana del manga)
Doppiato da: Yūko Mita (ed. giapponese), Paolo Torrisi (ed. italiana)
Hideki, ribattezzato Hashizo dal fratello, quando i due si sono visti costretti a vivere da soli in seguito alla morte prematura dei genitori; ma in realtà Andrea si rivela essere il figlio del padre di Mirko e della sua amante. Nonostante la giovane età, è molto responsabile e maturo; passava molto tempo da solo, quindi quando ha conosciuto Licia ha fatto subito del Mambo la sua seconda casa. Nell'anime il piccolo Andrea porta sempre con sé un gioco elettronico a forma di cuore: tale gioco esisteva davvero, si chiamava Love Star, era prodotto dalla Casio e fu importato anche in Italia. Pur essendo responsabile, ha il coraggio di fare le cose di testa sua, venendo a volte rimproverato (e preso a sberle in un episodio) dal fratello maggiore, che fa le veci del padre. Il suo compleanno si festeggia il 7 luglio.
Giulio "Giuliano" (ジュリアーノ?, Juriāno, Juliano)
Doppiato da: Masashi Amenomori (ep. 1-38) e Shingo Kanemoto (ep. 39-42) (ed. giapponese), Pietro Ubaldi (ed. italiana)
È il gatto di compagnia di Andrea, molto intelligente e fedele al padroncino. A causa dei suoi vissuti negativi e delle esperienze molto poco felici avute nei primi anni della propria esistenza (l'essere stato randagio, l'essere stato tradito dalla prima gattina che ha conosciuto e il suo essere esteticamente non troppo bello) è molto scontroso e scettico soprattutto nei confronti di tutte le figure femminili, ma la dolce Licia sarà l'eccezione alla regola, essendo molto buona anche con lui ed essendo brava a cucinargli il suo cibo preferito.
Nell'adattamento italiano il gatto, a differenza di quanto accade nel manga, esprime dei pensieri udibili alle orecchie degli spettatori, sottolineando di tanto in tanto alcune situazioni dell'anime, con funzione quasi di narrazione interna oppure di dare un pizzico di umorismo ai momenti di eccessivo romanticismo.
Satomi (大川 里美?, Okawa Satomi, Satomi Okawa nell'edizione italiana del manga)
Doppiato da: Katsuji Mori (ed. giapponese), Gabriele Calindri (ed. italiana)
È il migliore amico di Mirko, nonché il talentuoso tastierista dei Bee Hive (dai lunghissimi capelli), proveniente da una ricca famiglia. Al contrario di Mirko, Satomi è calmo e riflessivo, oltre che uno studente universitario dagli ottimi voti. Inizialmente è innamorato di Licia e, quando scopre della relazione della ragazza con Mirko, lascia il gruppo litigando con l'amico. In seguito ritornerà nel gruppo si riconcilierà con Mirko, e alla fine si fidanza con Marika. Se dobbiamo affidarci ai flashback della serie animata, è probabile che anche i suoi capelli viola siano frutto di una tintura, ma questo non viene specificato né nel manga, né nell'anime.
Anacleto Marrabbio (三田村 しげまろ?, Mitamura Shigemaro, Shigemaro Mitamura nell'edizione italiana del manga)
Doppiato da: Takeshi Aono (ed. giapponese), Pietro Ubaldi (ed. italiana)
È il padre di Licia, proprietario di un ristorante di okonomiyaki (tradotte in Italia come polpette, in molti casi di maiale) chiamato Mambo. Vedovo sin da quando Licia era una bambina, è diventato gelosissimo della figlia e non vede affatto di buon occhio gli amici maschi che lei frequenta. Ha un odio profondo per la musica Rock che ritiene una musica troppo fuori dal normale e per i capelloni, ragion per cui cerca di tenere la propria figlia lontana sia da Mirko e Satomi, sia dagli altri membri dei Bee Hive. Si affeziona molto ad Andrea, comportandosi come un padre che gliele dà tutte vinte (esternando i buoni sentimenti che ci sono in lui) ed alla fine della storia riuscirà ad accettare anche Mirko, dandogli la propria benedizione.
Manuela (藤田 五十鈴?, Fujita Isuzu, Isuzu Fujita nell'edizione italiana del manga)
Doppiata da: Satomi Majima (ed. giapponese), Alessandra Karpoff (ed. italiana)
È la migliore amica di Licia e sua compagna di studi. È una bellissima ragazza, ammiratrice dei Bee Hive, inizialmente innamorata di Mirko; il sentimento è nato a causa di un equivoco, perché il giovane, per non esternare agli occhi di Satomi il suo innamoramento verso Licia, ha baciato Manuela sulla bocca per cercarsi quasi una copertura. Quando Mirko sceglierà Licia, Manuela sposterà le proprie preferenze su Tony e lo sposerà, non senza qualche difficoltà in seguito, per via di questa scelta prematura.
Marika (梶原 芽衣子?, Kajiwara Meiko, Meiko Kajiwara nell'edizione italiana del manga)
Doppiata da: Chiyoko Kawashima (ed. giapponese), Elisabetta Cucci (ed. italiana)
Figlia di un uomo molto ricco, è un'ammiratrice dei Bee Hive, innamorata follemente di Satomi al punto di pagarlo profumatamente per poter avere da lui lezioni private di pianoforte; soffre molto per il fatto di non essere ricambiata. Marika si fidanzerà con Satomi dopo varie peripezie (ma questo solamente nell'anime). Inizialmente si scontra con Licia in quanto teme che le possa portare via Satomi, tanto da minacciarla di allontanarsi sia da lui, sia dai Bee Hive (in quanto teme che possa corromperli e che faccia sciogliere di nuovo il gruppo), successivamente anche lei finisce col diventare molto amica di Licia. È inoltre la sorella maggiore di Elisa, la compagna di giochi e d'asilo di Andrea (bambina buona, anche se spesso ricorre al pianto per ottenere tutto ciò che vuole).
Tony (東野 英次?, Tōno Eiji, Eiji Tono nell'edizione italiana del manga)
Doppiato da: Kaneto Shiozawa (ed. giapponese), Federico Danti (ed. italiana)
È il chitarrista dei Bee Hive. Parecchio imbranato, parla sempre più del necessario e ha modi di fare infantili. Si sposerà con Manuela, la migliore amica di Licia.
Steve (杉 廣之?, Sugi Hiroyuki, Hiroyuki Sugi nell'edizione italiana del manga)
Doppiato da: Hideyuki Hori (ed. giapponese), Sergio Romanò (ed. italiana)
È il bassista dei Bee Hive. Per un breve periodo lascerà il gruppo per fare ritorno a Kyoto, la sua città natale, e prendere in consegna gli affari di famiglia. Nel mannga ci viene detto, che ha anche una compagna, che però, nell'anime non appare mai.
Matt (松平 真一?, Matsudaira Shin'ichi, Shin'ichi Matsudaira nell'edizione italiana del manga)
Doppiato da: ? (ed. giapponese), Luigi Rosa (ed. italiana)
È il batterista dei Bee Hive.
Elisa (千葉 薫?, Chiba Kaoru, Kaoru Chiba nell'edizione italiana del manga)
Doppiata da: ? (ed. giapponese), Debora Magnaghi (ed. italiana)
Sorella minore di Marika, è innamorata di Andrea. Di animo buono, ma a volte cerca di ottenere le cose piangendo.
Signorina Katia
Doppiata da: ? (ed. giapponese), Lisa Mazzotti (ed. italiana)
Maestra d'asilo di Andrea che inizialmente scambia Licia prima per moglie di Mirko e poi come governante di Andrea, mettendola in imbarazzo.
Shiller (片岡 カズマ?, Kataoka Kazuma, Sheila nell'edizione italiana del manga)
Doppiato da: ? (ed. giapponese), Gianfranco Gamba (voce) e Silvano Fossati (canto) (ed. italiana)
Uomo di punta dei Kiss Ranch/Relish, rivali dei Bee Hive e loro concorrenti più pericolosi. Un tipo a cui piace giocare con le insinuazioni e l'ambiguità sessuale. Ha i capelli lunghi neri, porta il rossetto sulle labbra e ha gli occhi truccati di viola, dimostrando inoltre un'apparente cotta per Mirko, che prova sempre a mettere in imbarazzo quando si trovano insieme in pubblico, abbracciandolo e tentando di baciarlo. Con grande sorpresa si rivela essere già sposato con la sua manager Marina dal quale aspetta una bambina.
Marina (マリノ?, Marino, Marino nell'edizione italiana del manga)
Doppiata da: ? (ed. giapponese), Valeria Falcinelli (ed. italiana)
Manager dei Kiss Ranch e moglie di Shiller dal quale avrà la piccola Hatoko. Diventerà una grande amica di Licia e Andrea.
Nonno Sam
Doppiato da: ? (ed. giapponese), Riccardo Mantani (ed. italiana)
Cliente e amico di Marrabbio. In coppia fissa con Lauro, si prodiga di difendere l'amore tra Mirko e Licia.
Lauro
Doppiato da: ? (ed. giapponese), Antonio Paiola (ed. italiana)
L'altro cliente del Mambo.
Marie
Doppiata da: ? (ed. giapponese), Graziella Porta (ed. italiana)
Madre legittima di Andrea. È la seconda moglie del padre di Mirko da cui ha avuto il bambino. Dopo la morte del marito, si è trasferita a Parigi non dando più notizie di sé, ma ha deciso di ritornare a prendere il figlio quando ha trovato un buon impiego nel campo della moda, giustificando la sua lunga assenza con il basso reddito che aveva prima di riaffermarsi nel suo lavoro attuale e con l'incapacità di reperire il nuovo numero di telefono di Mirko dopo che questi e il fratellino avevano traslocato. Si è scontrata in seguito con Mirko, che la ha definita una madre snaturata, anche se aveva una mezza idea di "rifilargli" il fratellino non potendosi sempre occupare di lui a causa del lavoro, ma è stato costretto a ripensarci appena la madre gli ha lasciato un biglietto in cui ha spiegato che Andrea ormai si trova meglio con il fratello e con Licia.
Grinta (真田 ゴンタ?, Sanada Gonta, Gonta Sanada nell'edizione italiana del manga)
Doppiato da: ? (ed. giapponese), Alessandra Karpoff (ed. italiana)
Compagno d'asilo di Andrea ed Elisa. Una sorta di bulletto in miniatura, viziato e dispettoso (l'opposto di Andrea), brutto e dalle folte sopracciglia, ma saprà essere anche d'aiuto ad Andrea per insegnargli in un episodio a "parlare da uomo", per far finalmente valere il suo desiderio di far sposare Mirko e Licia.
Ryotaro Kitaoji (北大路 良太郎?, Kitaōji Ryōtarō)
Presente solo nel manga, è il leader di una banda punk. Diventa assistente al Mambo con lo stratagemma di farsi credere un orfano alla ricerca disperata di un lavoro e un alloggio. Probabilmente il personaggio di Walter, presente nella fiction Balliamo e cantiamo con Licia, è ispirato a questo personaggio, visto che si fa assumere come aiutante di Marrabbio per la disperata ricerca di un lavoro; ha un aspetto tipicamente curato, specialmente nei corti capelli (il che si contrappone allo stile capellone dei Bee Hive, storicamente deprecato da Marrabbio); e ritiene Mirko molto fortunato per essere riuscito a sposare Licia, ma poi alla fine, con disappunto di Marrabbio, si fidanzerà con la signorina Mary.
Yoko Kato (カト ヨコ?, Kato Yoko)
Madre di Mirko. Di temperamento capriccioso, non approva la scelta del figlio di volersi fidanzare con Licia. Questo personaggio non compare nell'anime, in quanto viene riferito che lei è la prima moglie che ha avuto il defunto padre di Mirko.
Yamadazaka (ヤマダザカ?)
Manager dei Bee Hive; il suo interesse principale è avere uno strepitoso successo e fare del gruppo un gruppo rock di fama internazionale; non esita a interferire nella vita privata dei suoi membri per poter raggiungere il proprio obiettivo.

## Media

### Manga
Il manga è stato pubblicato sulla rivista Bessatsu Margaret a partire dal 1982 al 1984 e successivamente è stato serializzato in 7 tankōbon per conto della Shūeisha, pubblicati tra l'agosto 1982 e il gennaio 1984. L'opera ha ricevuto diverse ristampe in vari formati nel corso degli anni.
Il manga originale è uscito per Star Comics sul mensile Starlight dal luglio 2002 al gennaio 2003, mantenendo i nomi originali dei personaggi, ma con il sottotitolo Kiss Me Licia in copertina per fidelizzazione con gli spettatori televisivi. Nel 2012-2013 è stata pubblicata una nuova edizione da parte di Goen sulla collana Lady Collection. In Italia, inoltre, parallelamente alla trasmissione della serie anime, il Corriere dei Piccoli pubblicò anche una versione a fumetti realizzata con i fotogrammi della serie, come una sorta di anime comic.
| Nº | Data di prima pubblicazione | Data di prima pubblicazione |
| Nº | Italiano                    |                             |
| -- | --------------------------- | --------------------------- |
| 1  | 14 luglio 2002              |                             |
| 2  | 14 agosto 2002              |                             |
| 3  | 14 settembre 2002           |                             |
| 4  | 10 ottobre 2002             |                             |
| 5  | 10 novembre 2002            |                             |
| 6  | 10 dicembre 2002            |                             |
| 7  | 14 gennaio 2003             |                             |

### Anime

Licia e gli altri personaggi della serie

L'anime, prodotto da Toei Animation, è composto da 42 episodi, andati in onda su TV Asahi dal 1º marzo 1983 al 24 gennaio 1984.
In Italia è stato acquistato da Mediaset ed è stato trasmesso su Italia 1, con il titolo Kiss Me Licia, tra il settembre e il dicembre 1985. Il doppiaggio è stato effettuato presso la Merak Film con la direzione di Cip Barcellini e i dialoghi curati da Barcellini e Cajo De Cristoforis, mentre i testi delle canzoni sono stati adattati in italiano da Alessandra Valeri Manera. L'edizione italiana fu pubblicata in VHS in due occasioni: una prima edizione parziale fu edita dalla Stardust tra il 1989 e il 1991 e comprende 4 cassette con i primi 8 episodi della serie; la sigla di Cristina D'Avena è rimpiazzata dalle sigle giapponesi e i brani interni restano in lingua originale. Una seconda edizione, stavolta completa, in 42 VHS con un episodio ciascuna, fu pubblicata per il mercato delle edicole da De Agostini.

#### Trama
Essendo stato trasmesso in contemporanea con la stesura del manga, si differenzia da quest'ultimo non poco. L'anime si svolge a Tokyo. Licia va al liceo e frequenta le lezioni serali. Satomi è ripetente perché s'impegna poco. I genitori di Mirko sono morti ma non la mamma di Andrea, che fa la stilista a Parigi e ritornerà per cercare di riprendersi il figlio, ma poi rinunciandovi dopo aver compreso i sacrifici di Mirko e l'amore reciproco che hanno i due fratelli. Yoko appare in diversi momenti della storia e non avrà un buon rapporto né con Marrabbio né con Licia che considera poco disinibita per essere la ragazza di suo figlio.

#### Colonna sonora

##### Originale
In Giappone, nel 1983, uscirono due album: uno con le canzoni cantate dai Bee Hive e dai Kiss Relish e un altro con le due sigle più altre canzoni ispirate alle serie. L'album contenente le canzoni dei Bee Hive venne intitolato "Debut Bee Hive", il secondo "Yakko, I love you". Nel 1984 venne inoltre pubblicato un album del cantante Ai Takano e la sua band (che insieme erano coloro che davano voce e musica ai Bee Hive della versione giapponese) dal titolo "Bee Hive Party" ed accreditato ad Ai Takano & Bee Hive sebbene completamente estraneo alla serie tv: tuttavia, tra gli autori dei pezzi di questo album, alcuni avevano già lavorato ai brani del cartone animato.

###### Debut Bee Hive
Tracce
- Rockin' all night - Bee Hive
- Fire - Bee Hive
- Midnight Rock'n' Roll Star - Bee Hive
- Lonely Boy - Bee Hive
- Baby I love you - Bee Hive
- Freeway - Bee Hive
- Let me feel - Kiss Relish
- Boxer - Kiss Relish
- Someday on Sunday - Bee Hive
- Love Again - Bee Hive

Crediti
- Ai Takano è la voce dei Bee Hive
- Gakuro è la voce dei Kiss Relish

###### Yakko, I love you
Tracce
- Koi wa Totsuzen (Andrea e Giuliano nella versione italiana) - Mitsuko Horie
- Nazenaze Nazonazo - Takaoki Hiratsuka & Koorogi '73
- Anata no Nigaoe - Mitsuko Horie
- Doberman no Yooni - Mitsuko Horie & Koorogi '73
- Ai wa Hikari no Naka de - Mitsuko Horie & Woo
- Oh Yeah! Giuliano - Woo
- Anata ga Kienai - Mitsuko Horie
- Ame no Lullaby - Mitsuko Horie & Takaoki Hiratsuka
- Junbaku no June Bride - Mitsuko Horie
- Boku no Giuliano (Il mio gatto Giuliano nella versione italiana) - Takaoki Hiratsuka

##### Italiana
La sigla italiana dal titolo Kiss Me Licia, testo di Alessandra Valeri Manera, musica di Giordano Bruno Martelli, è interpretata da Cristina D'Avena. È inclusa nell'album della colonna sonora italiana della serie dal titolo Kiss Me Licia e i Bee Hive.

##### Sigle
La sigla italiana presenta un arrangiamento completamente diverso dalle originali e viene usata sia in apertura che in chiusura.
Sigla di apertura
- Koi wa totsuzen (恋は突然?), di Mitsuko Horie (Yakko/Licia)

Sigla di chiusura
- Boku no Juliano (ぼくのジュリアーノ?), di Takaoki Hiratsuka

Sigla di apertura e di chiusura italiana
- Kiss Me Licia, di Cristina D'Avena

### Sequel live action italiani
L'anime in Giappone non ebbe particolare successo tant'è che non ebbe alcun sequel; in Italia invece aveva avuto un grande seguito e molti giovani telespettatori iniziarono a chiedere nuovi episodi dell'anime, ma i giapponesi, interpellati dalla Fininvest, risposero che non avevano intenzione di realizzare una seconda stagione: fu così che la Fininvest, con l'assenso della società produttrice dell'anime, decise di realizzare in proprio un telefilm live action che proseguisse idealmente le vicende di Kiss Me Licia dopo gli eventi dell'anime: per il ruolo di Licia venne scelta Cristina D'Avena (al suo debutto come attrice) che tanto successo aveva già ottenuto cantando la sigla dell'anime; per far accettare meglio il telefilm dal giovane pubblico televisivo tutti i personaggi furono doppiati dagli stessi doppiatori dell'anime (infatti la stessa D'Avena utilizza la sua voce solo nelle scene di canto, mentre nei dialoghi è doppiata da Donatella Fanfani). Nel 1986 debutta quindi su Italia 1 il telefilm Love Me Licia che otterrà grande successo; ad esso seguiranno altre tre serie anch'esse aventi grande seguito: Licia dolce Licia (1987), Teneramente Licia (1987) e Balliamo e cantiamo con Licia (1988).
In questi telefilm hanno recitato attori come Pasquale Finicelli (Mirko), Salvatore Landolina (Marrabbio), Sebastian Harrison (Satomi) e Manuel De Peppe (Matt).
Tra i volti televisivi che vi hanno partecipato ci sono il conduttore nonché volto di Canale 5 Corrado, il futuro conduttore di Bim Bum Bam Marco Bellavia (Steve), la futura annunciatrice e conduttrice di Rete 4 Emanuela Folliero, la futura conduttrice di Bim Bum Bam e doppiatrice Debora Magnaghi, l'altro volto di Bim Bum Bam Carlotta Brambilla Pisoni, la doppiatrice Emanuela Pacotto e la futura conduttrice Federica Panicucci. I telefilm ottennero grande successo in Italia, con picchi di oltre 5 milioni di telespettatori. Alla serie hanno collaborato per le scene autori e registi divenuti molto noti nel tempo come Stefano Vicario, Alfredo Accatino, Giovanna Koch.

#### Spin-off
A sua volta, la serie live action ha generato una sua serie di spin-off: l'ultimo episodio di Balliamo e cantiamo con Licia fa infatti da prologo alla serie Arriva Cristina (1988), seguita a sua volta da altre tre serie: Cristina (1989), Cri Cri (1990-1991) e Cristina, l'Europa siamo noi (1991).

#### Adattamento teatrale
Nel 2015 è stato realizzato un adattamento teatrale intitolato Kiss Me Licia – Il musical, scritto e diretto da Thomas Centaro. Nel 2025, in occasione del 40º anniversario della messa in onda italiana della serie, Centaro ha riproposto una nuova edizione celebrativa del musical, aggiornata nella messa in scena e nella produzione ma mantenendo lo spirito e lo stile pop degli anni '80, e con la partecipazione di Pietro Ubaldi, doppiatore italiano di Giuliano e Marrabbio.

## Trasmissioni e adattamenti nel mondo

Logo di Kiss Me Licia

Kiss Me Licia è stato trasmesso, oltre che in Giappone e in Italia, anche in diversi Paesi in tutto il mondo. In Francia e in Spagna è stata trasmessa la stessa edizione mandata in onda in Italia, poiché le reti televisive La Cinq e Telecinco sono di proprietà di Mediaset. In queste due nazioni la sigla utilizzata è la stessa italiana, con il testo tradotto e cantata da Claude Lombard in Francia e da Soledad Pilas Santos in Spagna. Negli Stati Uniti e in Canada, la serie è invece sottotitolata.
| Stato       | Canale/i televisivo | Data prima TV               | Titolo                                                                                            |
| ----------- | ------------------- | --------------------------- | ------------------------------------------------------------------------------------------------- |
| Francia     | La Cinq, TF1        | 15 gennaio - 25 aprile 1988 | Embrasse-moi, Lucile (trasmissione su La Cinq) Lucile, amour et rock'n roll (trasmissione su TF1) |
| Germania    | RTL II              | 23 gennaio - 21 marzo 1995  | Rock'n roll Kids                                                                                  |
| Russia      |                     |                             | Дети рок-н-ролла                                                                                  |
| Spagna      | Telecinco           | 1991                        | Besame Licia                                                                                      |
| Stati Uniti |                     | 1992                        | Aishite Knight/Love Me Knight                                                                     |
| Canada      |                     | 1992                        | Aishite Knight/Love Me Knight                                                                     |